# Halowe Mistrzostwa Europy w Lekkoatletyce 1988 – bieg na 800 m mężczyzn
Bieg na 800 metrów mężczyzn – jedna z konkurencji biegowych rozgrywanych podczas halowych lekkoatletycznych mistrzostw Europy w  hali Sport Csárnok w Budapeszcie. Eliminacje i półfinały zostały rozegrane 5 marca, a bieg finałowy 6 marca 1988. Zwyciężył reprezentant Wielkiej Brytanii David Sharpe. Tytułu zdobytego na poprzednich mistrzostwach nie obronił Rob Druppers z Holandii, który tym razem zdobył srebrny medal.

## Rezultaty

### Eliminacje
Rozegrano 4 biegi eliminacyjne, do których przystąpiło 19 biegaczy. Awans do półfinałów dawało zajęcie jednego z pierwszych dwóch miejsc w swoim biegu (Q). Skład półfinałów uzupełniło czterech zawodników z najlepszym czasem wśród przegranych (q).
Opracowano na podstawie materiału źródłowego.
Bieg 1
| Miejsce | Zawodnik         | Czas    | Uwagi |
| ------- | ---------------- | ------- | ----- |
| 1       | Rob Druppers     | 1:53,12 | Q     |
| 2       | Ikem Billy       | 1:53,20 | Q     |
| 3       | István Szalai    | 1:53,36 |       |
| 4       | José Arconada    | 1:53,49 |       |
| 5       | Álvaro Silva     | 1:54,66 |       |
| –       | Herwig Tavernaro | DNF     |       |

Bieg 2
| Miejsce | Zawodnik        | Czas    | Uwagi |
| ------- | --------------- | ------- | ----- |
| 1       | Petru Drăgoescu | 2:00,16 | Q     |
| 2       | Tony Ernst      | 2:00,61 | Q     |
| 3       | Tomás de Teresa | 2:00,65 |       |
| 4       | Predrag Melnjak | 2:01,22 |       |

Bieg 3
| Miejsce | Zawodnik        | Czas    | Uwagi |
| ------- | --------------- | ------- | ----- |
| 1       | Gert Kilbert    | 1:49,65 | Q     |
| 2       | Tony Morrell    | 1:49,68 | Q     |
| 3       | Colomán Trabado | 1:49,72 | q     |
| 4       | Zoltán Sári     | 1:50,37 | q     |

Bieg 4
| Miejsce | Zawodnik         | Czas    | Uwagi |
| ------- | ---------------- | ------- | ----- |
| 1       | David Sharpe     | 1:50,83 | Q     |
| 2       | Slobodan Popović | 1:51,02 | Q     |
| 3       | Andriej Sudnik   | 1:51,13 | q     |
| 4       | Joachim Heydgen  | 1:51,14 | q     |
| 5       | Ari Suhonen      | 1:51,19 |       |

### Półfinały
Rozegrano 2 biegi półfinałowe, w których wystartowało 12 biegaczy. Awans do finału dawało zajęcie jednego z trzech pierwszych miejsc w swoim biegu (Q).
Opracowano na podstawie materiału źródłowego.
Bieg 1
| Miejsce | Zawodnik        | Czas    | Uwagi |
| ------- | --------------- | ------- | ----- |
| 1       | Rob Druppers    | 1:48,28 | Q     |
| 2       | Gert Kilbert    | 1:48,65 | Q     |
| 3       | David Sharpe    | 1:48,66 | Q     |
| 4       | Joachim Heydgen | 1:48,76 |       |
| 5       | Zoltán Sári     | 1:51,66 |       |
| 6       | Tony Ernst      | 1:51,82 |       |

Bieg 2
| Miejsce | Zawodnik         | Czas    | Uwagi |
| ------- | ---------------- | ------- | ----- |
| 1       | Tony Morrell     | 1:48,23 | Q     |
| 2       | Slobodan Popović | 1:48,52 | Q     |
| 3       | Ikem Billy       | 1:48,70 | Q     |
| 4       | Andriej Sudnik   | 1:48,72 |       |
| 5       | Colomán Trabado  | 1:49,08 |       |
| 6       | Petru Drăgoescu  | 1:49,24 |       |

### Finał
Opracowano na podstawie materiału źródłowego.
| Miejsce | Zawodnik         | Czas    | Uwagi |
| ------- | ---------------- | ------- | ----- |
| 1       | David Sharpe     | 1:49,17 |       |
| 2       | Rob Druppers     | 1:49,45 |       |
| 3       | Gert Kilbert     | 1:49,46 |       |
| 4       | Tony Morrell     | 1:49,89 |       |
| 5       | Slobodan Popović | 1:50,01 |       |
| 6       | Ikem Billy       | 1:50,36 |       |